# Юшково (Печорский район)
Юшково (латыш. Juškava) — деревня в Печорском районе Псковской области России. Входит в состав сельского поселения «Лавровская волость».
Расположена на юго-востоке волости, в 15 км к юго-востоку от волостного центра, деревни Лавры и в 45 км к югу от райцентра, города Печоры.
C 1920 до 1944 гг. входила в состав Яунлатгальского (Абренского) уезда Латвии.

## Население
Численность населения деревни по оценке на конец 2000 года составляла 48 жителей.
| 2001 | 2002 | 2010 |
| ---- | ---- | ---- |
| 48   | ↘31  | ↗35  |